# Acolhua's
De Acolhua is een oude volksstam uit Mexico die oorspronkelijk afkomstig was uit het noorden.

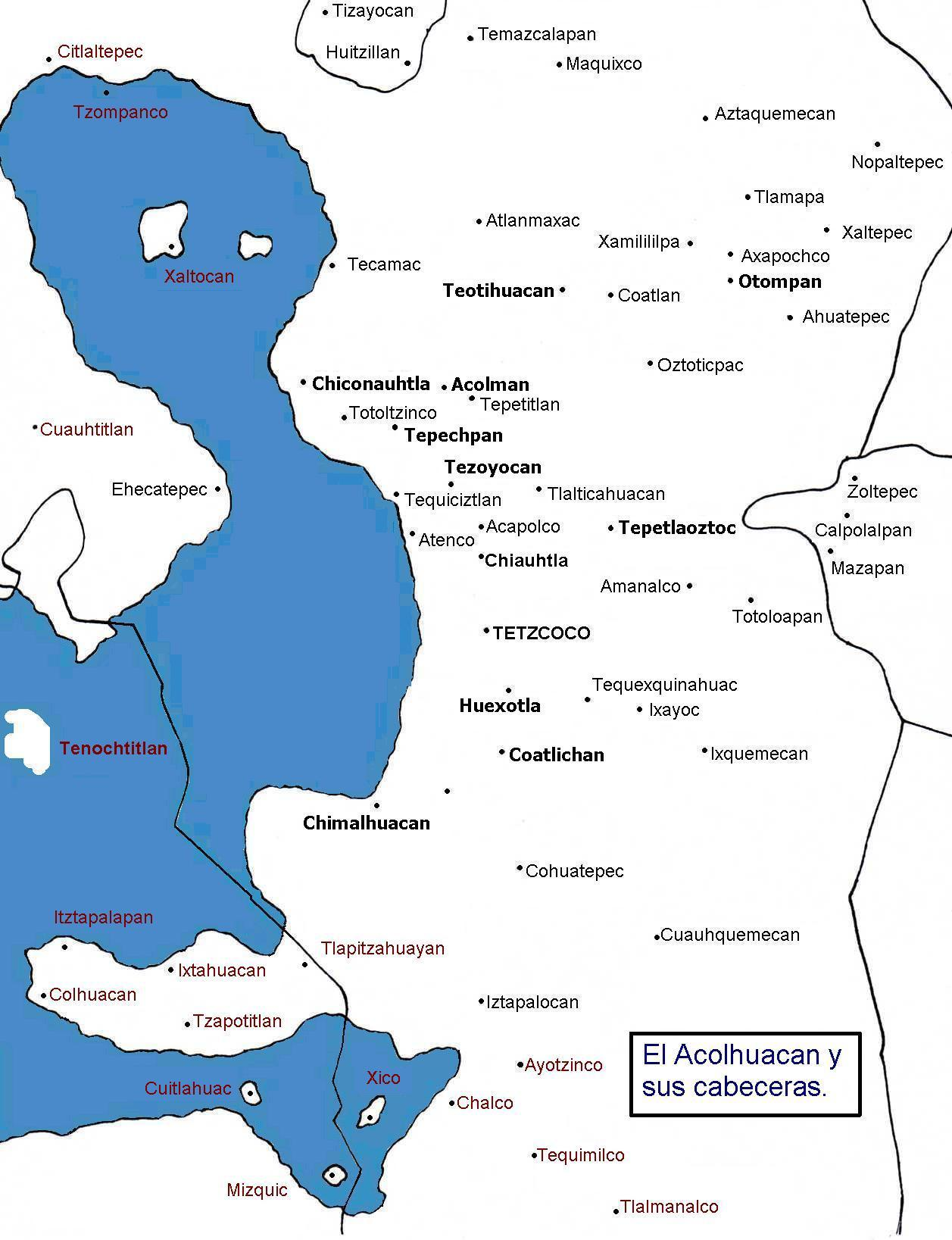
Het centraal gebied van Acolhuacan

De Acolhua's waren van oorsprong een van de zeven Azteekse stammen, en arriveerden als een van de eersten van die stammen in het Dal van Mexico, vóór de Mexica (Azteken) en Tlaxcalteken. Ze hadden een hoge beschaving en waren vreedzaam van aard. Eerst hadden ze Acolhuacan als hoofdstad, even ten zuiden van Mexico-Stad. Dit was in de 12de en 13de eeuw. Na de inval van de Azteken verloor hun hoofdstad geleidelijk zijn belang.

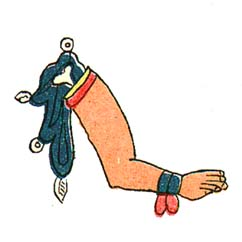
Het teken voor Acolhuacan in het schrift der Azteken

Hun nieuwe hoofdstad werd Texcoco. Maar de Acolhua werden eerst onderworpen door de Tepaneken. De Acolhua's wisten met steun van de Mexica in 1428 het Tepaneekse juk af te werpen, die samen vervolgens met de restanten van de Tepaneken het drievoudig verbond volgden, wat het begin was van het Azteekse rijk.